# Ordonnance portant organisation des pouvoirs publics en France après la Libération
Lire en ligne

Lire l'ordonnance

L'ordonnance du 21 avril 1944 portant organisation des pouvoirs publics en France après la Libération régit le fonctionnement du Gouvernement provisoire de la République française, présidé par Charles de Gaulle, qui a succédé au Comité français de libération nationale (CFLN). Il accorde notamment, par l'article 17, le droit de vote aux femmes ainsi que leur éligibilité.

## Contexte

### Politique
Les Alliés ont débarqué en Afrique du Nord en 1942, la France libre y a pied depuis le 31 mai 1943 (à Alger) et le Comité français de libération nationale (CFLN) est créé en juin 1943, alors qu'une Assemblée consultative provisoire est créée le 17 septembre de la même année et se réunit pour la première fois le 3 novembre. Le CFLN et le chef de la France libre, le général de Gaulle, assistent aux séances, le CFLN devenant le 3 juin 1944 le gouvernement provisoire de la République française (GPRF), dont les États-Unis, l'URSS et le Royaume-Uni reconnaissent la légitimité. Au sein de cette Assemblée consultative provisoire, dont les membres ne sont pas élus mais choisis, siège pourtant une femme, Marthe Simard, entre le 20 octobre 1943 et le 24 juillet 1944, en tant que déléguée des Français établis au Canada.

### Les femmes et le suffrage depuis 1848
En France, le suffrage universel (dit « masculin » depuis Jeanne Deroin) prévaut depuis 1848. Des militantes féministes revendiquent le droit des femmes de voter et d'être élues pendant des décennies. Malgré des projets de loi en 1901 et en 1909, puis l'adoption du droit de vote pour les femmes par la Chambre des députés en 1919, 1922, 1925, 1927, 1935 et 1936, le Sénat fait à chaque fois obstruction (votant contre, ou ne présentant pas le texte à l'ordre du jour, ou refusant d'en débattre) et ne permet pas à une loi permettant le suffrage féminin d'être adoptée par les deux chambres.
Dès 1942, le 23 juin, le général de Gaulle déclare : « De même que nous prétendons rendre la France seule et unique maîtresse chez elle, ainsi ferons-nous en sorte que le peuple français soit seul et unique maître chez lui. En même temps que les Français seront libérés de l'oppression ennemie, toutes leurs libertés intérieures devront leur être rendues. Une fois l'ennemi chassé du territoire, tous les hommes et toutes les femmes de chez nous éliront l'Assemblée nationale qui décidera souverainement des destinées du pays ».

## Description de l'ordonnance

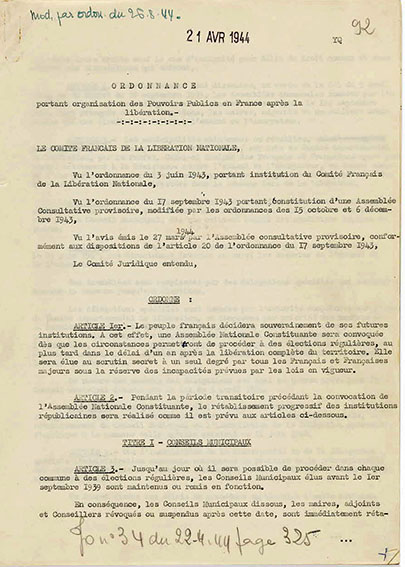
Ordonnance portant organisation des Pouvoirs publics en France après la libération, 21 avril 1944. Archives nationales A//1902.

L'ordonnance entre dans le cadre de la future loi constitutionnelle de 1945. Elle comporte 33 articles répartis pour 31 d'entre eux en 6 titres :
- Titre I : Conseils municipaux
- Titre II : Conseils généraux
- Titre III : Conseil municipal de Paris, conseil municipal de la Seine
- Titre IV : Élections
- Titre V : Comités départementaux de libération
- Titre VI : Assemblée représentative provisoire et gouvernement provisoire

Elle vise à jeter de nouvelles bases constitutionnelles provisoires, notamment en considérant la période du régime de Vichy comme une parenthèse : les élections libres à scrutin secret sont rétablies, ainsi qu'une grande partie des institutions locales et des mandats locaux en vigueur à la fin de la Troisième République, à l'exception des conseils d'arrondissements. Elle renseigne aussi sur le sort judiciaire des personnalités politiques du régime de Vichy ainsi que sur la mission des nouvelles institutions.
L'article premier indique qu'une Assemblée constituante doit être convoquée dès que possible avec un délai d'une année après la libération complète du territoire, et ce pour éviter une vacance de pouvoir trop importante. De plus, il est précisé que le vote est secret et direct et qu'il est mixte par l'expression « tous les Français et Françaises ».
Le second article n'est qu'un appel des différents articles suivants. 

### Titre premier - Conseils municipaux
Le premier titre concerne les conseils municipaux. Il réinstaure les conseils élus avant 1939, annulant les révocations et suspension de Vichy. À l'inverse, l'article suivant indique que les assemblées nommées par Vichy sont dissoutes et les collaborateurs sont révoqués. L'article 5 indique que les conseils municipaux incomplets sont complétés sur l'avis du Comité départemental de libération (CDL) par le préfet qui doit désigner des membres de la Résistance en prenant en compte les tendances politiques de 1935 et lors de la libération.
L'article 6 traite des élections dans les conseils municipaux, pour le maire et les adjoints. L'article suivant dissous les assemblées ayant favorisé l'Allemagne ou Vichy. Une délégation spéciale est nommée pour administrer la commune, cette délégation est nommée par le préfet sur avis du CDL selon les mêmes conditions que pour l'article 5.  L'article 8 annule toute fusion ou modification des limites communales. Le dernier article du titre I indique que l'autorité communale doit réviser les listes électorales et doit inscrire les femmes sur celles-ci.

### Titre II - Conseil généraux
Le second titre traite des conseils généraux. Les articles 10 à 14 reprennent les mêmes dispositions que pour les conseils communaux.

### Titre III - Conseil municipal de Paris et Conseil général de la Seine
Le troisième titre comporte un unique article pour les conseils de Paris et de la Seine indiquant qu'une ordonnance spéciale doit être faite pour ce département.

### Titre IV - Élections
Le quatrième titre comporte quatre articles. Le premier indique que dès que les listes électorales sont terminées le préfet convoque de lui-même le collège électoral pour les élections municipales et cantonales. Le second article indique que les femmes sont électrices et éligibles. Le dernier article, article 18, du titre dresse une liste des inéligibles. Ceux qui ont été membre du gouvernement de Vichy, ceux qui ont collaboré avec l'ennemi, « nui à l'action des Nations unies et des Français résistants », soit ont « porté atteinte aux institutions constitutionnelles et aux libertés publiques fondamentale,  soit tiré sciemment ou tenté de tirer un bénéfice matériel » de l'occupation. Les membres du Parlement ayant voté les  pouvoirs constituants à Philippe Pétain ainsi que toute personne ayant accepté un poste d'autorité, un siège de conseiller national, de conseiller départemental nommé ou de conseiller municipale de Paris. Il est précisé que le préfet peut annuler cette inéligibilité pour les membres du Parlement ainsi que ceux ayant été nommés par Vichy sur décision du CDL.

### Titre V - Comités départementaux de Libération
Le cinquième titre est constitué d'un article unique qui rend constitutionnel les Comités départementaux de Libération et qui ont la charge d'aider le préfet. Il est constitué de représentants de la Résistance, des syndicats et des partis politiques du département. Il est toujours consulté pour les remplacements dans les conseils et cessent d'être lorsque les conseils sont rétablis.

### Titre VI - Assemblée représentative provisoire et Gouvernement provisoire
Le dernier titre porte sur l'Assemblée représentative provisoire et le Gouvernement provisoire. Le premier article indique que l'Assemblée consultative se transporte en même temps que le gouvernement et dans la même ville. Il est complété de membres du Conseil national de la Résistance. L'Assemblée doit ensuite se transformer en Assemblée représentative. Les élections ont lieu par département au scrutin de liste majorité à deux tours avec un délégué pour 150 000 habitants puis un de plus par 75 000 habitants. Le nombre minimum de délégués est cependant de deux, il est une nouvelle fois rappelé que les femmes sont électrices et éligibles dans les mêmes conditions que les hommes. Il est précisé qu'il est mieux que toutes les élections se déroulent ne même temps. Les conditions d'inéligibilités de l'article 18 sont applicables. 
L'article suivant indique que dans le mois suivant l'installation de l'Assemblée en France, chaque membre doit indiquer le département ou territoire de rattachement. Il est indirectement précisé que leur place est en jeu dans l'élection. L'article 23 indique que la transformation de l'Assemblée est effective lorsque les deux tiers des départements métropolitains, dont la Seine, ont élu leurs délégués.
L'article 24 indique que la nouvelle Assemblée constitue son bureau et l'article 25 ordonne au gouvernement de remettre ses pouvoirs à l'Assemblée qui par une majorité absolue des membres élit le président du Gouvernement provisoire qui forme un gouvernement qui se présente devant l'Assemblée pour faire voter une déclaration ministérielle. Le gouvernement obtient alors les pouvoirs de la loi du 8 décembre 1939. Ces articles 21 à 25 ne seront jamais appliqués. 
L'article 26 donne l'immunité parlementaire aux délégués tandis que l'article 27 indique que la fin de l'Assemblée représentative a lieu au moment de l'entrée en fonction de l'Assemblée constituante. Il précise aussi que l'Assemblée est « consultée sur toutes les conventions internationales qui, aux termes des lois républicaines, étaient soumises à l'approbation du Parlement ainsi que sur tous les projets d'ordonnance. Les décrets-lois pris en cas de nécessité immédiate en vertu du dernier alinéa de l'article 25 sont soumis à la ratification de l'Assemblée dans le délai d'un mois.». L'article 28 donne le pouvoir budgétaire à l'Assemblée sans initiative des dépenses. L'article 29 permet à la majorité de ses membres, d'appeler le « Gouvernement devant elle pour s'expliquer sur sa politique générale et, à la même majorité, porter à son ordre du jour toute question présentant un intérêt d'ordre national ». L'article 30 donne pour première consultation à l'Assemblée, la constitution d'une Haute Cour de justice. L'article 31 ordonne une décision conjointe sur le mode représentation de l'Assemblée constituante pour les territoires de l'Empire ainsi que la date et les modalités des élections métropolitaines. Le dernier article de fond ordonne que des décrets déterminent les conditions d'application et de mise en vigueur de cette ordonnance en Algérie ainsi que dans les colonies. L'Algérie et les territoires représentés à la Chambre des députés ne peuvent cependant avoir leurs nombres de délégués augmentés dans l'Assemblée représentative.

## Droit de vote et éligibilité des femmes
Les vendredi 24 et lundi 27 mars se réunit une des commissions de l'Assemblée, la commission de législation et de réforme de l'État. Fernand Grenier préside cette commission qui, ces deux jours, discute de l'éligibilité et du vote des femmes « dans les mêmes conditions que les hommes ». L'amendement du communiste Fernand Grenier vise à parfaire une égalité complète de droits politiques entre les deux sexes.

### L'amendement Grenier

#### Débats
Lors des discussions, la commission a déjà « adopté le principe du vote des femmes » (à l'unanimité moins une voix). Néanmoins, cette commission avait également adopté « que les femmes ne voteraient pas aux élections provisoires qui auraient lieu en cours de Libération », dixit François Giacobbi. Ce dernier déclare : « N'oubliez pas que le délai de trois mois que nous avons prévu pour la reconstitution des listes électorales est extrêmement court […]. D'autre part, il est établi qu'en temps normal les femmes sont déjà plus nombreuses que les hommes. Que sera-ce à un moment où prisonniers et déportés ne seront pas encore rentrés ? », ce à quoi Fernand Grenier répond : « L'éloignement de leur foyer de nombreux prisonniers et déportés qui ont été remplacés dans leurs tâches par leurs femmes confère à ces dernières un droit encore plus fort de voter dès les premières élections. » Certains, comme le délégué Ernest Bissagnet, s'inquiètent de voir que « l'amendement Grenier amènera un déséquilibre très net, car il y aura deux fois plus de femmes que d'hommes qui prendront part au vote », d'autant plus que le groupe des résistants indépendants avait admis de ne pas faire voter les femmes pour les premières élections, craignant un « déséquilibre », ce à quoi le délégué Albert Darnal répond : « Est-ce à dire que les femmes françaises sont des déséquilibrées ? » D’autres partagent l’analyse de Louis Vallon, qui déclare « retrouve[r] dans ce débat les traditions de l'ancien Parlement français dans ce qu'elles avaient de plus détestable. À maintes reprises, le Parlement s'est prononcé à la quasi-unanimité pour le principe du vote des femmes mais, chaque fois, l'on s'est arrangé par des arguments de procédure pour que la réforme n'aboutisse pas ».

#### Votes
L'amendement Grenier est adopté le 24 mars 1944, par 51 voix pour et 16 contre.
Votes pour
Paul Antier, Emmanuel d'Astier de La Vigerie, Raymond Aubrac, Paul Aurange, Vincent Auriol, François Billoux, Raymond Blanc, Florimond Bonte, Jean Bourgoin, Albert Bouzanquet, Georges Buisson, Anselme Carrière, Pierre Claudius, Joseph Costa, Ambroise Croizat, Paul Cuttoli, Albert Darnal, Jean Debiesse, Marcel Duclos, Just Évrard, Pierre Fayet, René Ferrière, Édouard Froment, Albert Gazier, Roger Gervolino, Arthur Giovoni, Joseph Girot, Fernand Grenier, André Marty, Jean-Jacques Mayoux, André Mercier, Roger Mistral, Jules Moch, Pascal Muselli, Pierre Parent, Marcel Poimbœuf, Robert Prigent, Henri Pourtalet, Auguste Rencurel, Pierre Ribière, Paul Tubert, Louis Vallon, Michaël de Villèle.
Votes contre
Marcel-François Astier, Hyacinthe Azaïs, Albert Bosman, René Cassin, Michel Dumesnil de Gramont, Max Francke, Noël Gandelin, Paul Giacobbi, André Hauriou, Jean Jacques, Charles Laurent, Henri Maillot, Marc Rucart, Paul Valentino, Paul Viard.
En congé ou excusés
Félix Boillot, Ely-Manel Fall, Henri Seignon, Deiva Zivarattinam.
Ne votent pas
Mohamed Bendjelloul, Ernest Bissagnet, Guy Baucheron de Boissoudy, Pierre Cot, Albert Guérin, Pierre Guillery, Pierre-Olivier Lapie, Léon Morandat, Joseph Serda, Félix Gouin (qui préside la séance).

### La décision
Elle est prise par le Comité français de libération nationale après que l'Assemblée consultative provisoire réunie à Alger a donné un avis favorable, le 27 mars 1944. L'article 17 déclare : « Les femmes sont électrices et éligibles dans les mêmes conditions que les hommes. » L'ordonnance est prise le 21 avril 1944 et publiée au Journal officiel du 22 avril.
Elle est confirmée par le premier gouvernement provisoire dirigé par Charles de Gaulle, le 5 octobre.

### Conséquences
À la fin de l'année 1944, l'Assemblée consultative provisoire se déplace à Paris. Le 7 novembre 1944 douze femmes sont désignées parmi les délégués des organismes de Résistance : Lucie Aubrac (Libération-Sud), Madeleine Braun (Front national), Gilberte Brossolette (France combattante), Marie Couette (CGT),  Andrée Defferre-Aboulker (France au combat), Alice Delaunay (Franc-tireur), Marie-Hélène Lefaucheux (Organisation civile et militaire), Mathilde Gabriel-Péri (Union des femmes françaises), Pauline Ramart (Union des femmes françaises), Marthe Simard (Comité français au Canada) , Marianne Verger (Ceux de la Libération) et Andrée Viénot (SFIO). Elles y siègent jusqu'au 3 août 1945. Après la libération des prisonniers et des déportés en Allemagne et leur retour en France, quatre autres femmes sont nommées parmi leurs représentants appelés à siéger à l'Assemblée. Comme leurs collègues masculins dans ce cas, elles y sont présentes peu de temps (du 19 ou 20 juillet au 3 août 1945) : Claire Davinroy, Martha Desrumeaux, Annie Hervé, Marie-Claude Vaillant-Couturier 
Quelques mois plus tard, les élections législatives du 21 octobre 1945, qui installent une assemblée constituante, sont ouvertes aux femmes et aux militaires, et permettent à trente-trois femmes d'entrer pour la première fois de l'Histoire à l'Assemblée nationale : dix-sept sont communistes, six socialistes, neuf appartiennent au MRP, et une provient de l'éphémère Parti républicain de la liberté.

## Modifications
L'ordonnance est modifiée à plusieurs reprises pour s'adapter aux circonstances de la Libération. Une première fois, le 26 août 1944 pour l'article 5, sur les municipalités, qui supprime la notion de quorum. Elle est une nouvelle fois modifiée le 3 novembre 1944 portant sur l'article 13 et sur l'abrogation de l'article 14 qui concerne les conseils généraux. Le 20 novembre 1944, une ordonnance rend applicable le premier article de l'ordonnance à la Guadeloupe, la Martinique et la Réunion. La plus importante modification est effectuée le 3 février 1945 et porte sur l'article 16. En effet, à cette date aucune élection na encore eu lieu en France, malgré les dispositions prises par l'ordonnance pour que celles-ci puissent être organisées au fur et à mesure de la libération, si possible en combinant les élections municipales, cantonales et pour l'assemblée représentative provisoire. L'exposé des motifs indique qu'elles n'ont pu avoir lieu en raison de l'occupation de certaines villes ou  de la destruction des archives, bloquant ainsi les élections dans les cantons ou les départements. De plus, le gouvernement trouve souhaitable que les dates des élections soient prises par décret et non sur décision du préfet et que les dates d'élections ne s'échelonnent pas trop longtemps. L'article 16 est donc lourdement modifié avec un premier paragraphe pour les communes et un second pour les cantons. Il s'agit alors maintenant de « la plus grande partie » et non toutes les listes établies et c'est le gouvernement qui fixe la date pour que le préfet puisse convoquer les élections. Il n'est pas fait mention des élections portant à la transformation de l'Assemblée consultative provisoire en Assemblée représentative provisoire.
Le 6 avril 1945, l'article 16 est à nouveau modifié pour expliciter les conditions d'élection des maires et adjoints. L'article 18 est complété d'autres causes d'inéligibilités. Un article 18 bis est ajouté pour permettre que cette inéligibilité puisse être levée par un jury d'honneur. Un article 18 ter est ajouté pour la contestation d'un résultat d'une élection pour cause d'inéligibilité  et la saisie par un jury d'honneur pour vérification.